# Gonow Aoosed GX5
Gonow Aoosed GX5 (奥轩 GX5) — среднеразмерный внедорожник, выпускавшийся с 2010 по 2014 год подразделением Gonow компании GAC Group. Оригинальное название — Gonow Aoosed G5.
Aoosed GX5 дебютировал 21 декабря 2010 года в Гуанчжоу. В 2012 году автомобиль прошёл фейслифтинг и стал называться Aoosed GX5.

## Описание
Aoosed G5 оснащён бензиновым двигателем Mitsubishi 4G69S4N объёмом 2,4 л и крутящим моментом 196 Н⋅м, который сочетался в паре с пятиступенчатой механической трансмиссией Hyundai. Цены варьировались от 86800 до 148800 юаней.
Фейслифтинговая версия Aoosed GX5 опционально оснащается бензиновым двигателем Mitsubishi 4G69S4M объёмом 2,0 л и турбодизельным двигателем GA4D25TCI объёмом 2,5 л. Цены варьировались от 109800 до 151800 юаней.

## Галерея
- Gonow Aoosed G5
- Gonow Aoosed G5
- Gonow Aoosed GX5
- Gonow Aoosed GX5